# Herbáció
A Herbáció egy 2006-tól negyedévente megjelenő kiadvány mely népigyógyászati receptek, kevésbé ismert növényi alapú ételek, italok, kozmetikumok, tartósítási technikák megosztását tűzte ki célul. Kiadója a  Kauten Mihály Etnobotanikai-, és Népigyógyászati Alapítvány.

## Története
Már 2002-ben herbacio.hu domain név alatt botanikai témájú weblap indult. A Kauten Mihály Etnobotanikai-, és Népigyógyászati Alapítvány 2005-ben alakult, egy évvel utána indította el ismeretterjesztő céllal a Herbáció Magazint.
2011-től a nagy múltú Ezermester folyóirat weboldalán önálló rovatot kapott. A gyógynövényekkel foglalkozók számára értékes forrásműként szolgál részletes cikkeivel. A magazin legsikeresebb receptjeiből 15 év után válogatás kötetek is megjelentek.